# Капонір

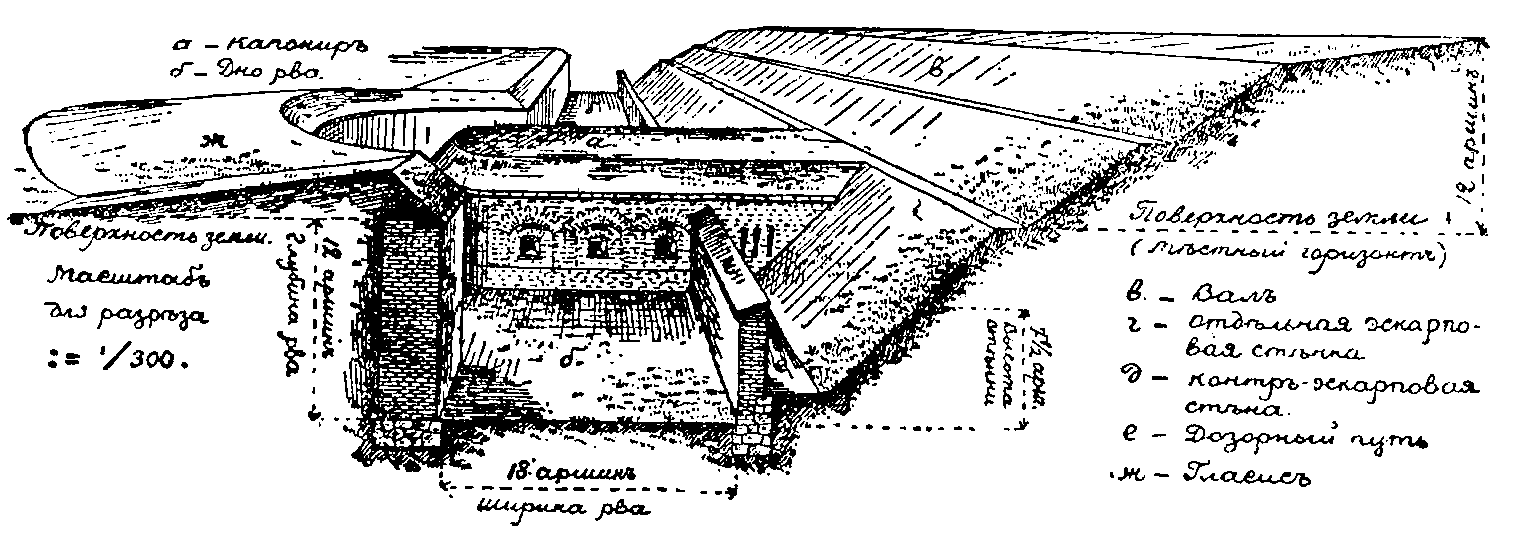
Капонір у рові перед валом

Капоні́р (фр. caponniere — «ніша») — фортифікаційна споруда, що забезпечує ведення флангового або поздовжнього (косоприцільного) вогню в двох протилежних напрямках. Капонір зазвичай встановлюється як казематна споруда важкого типу в системі польових позицій та довготривалих укріплень на зворотних схилах або за пагорбами на місцевості.

## Визначення, приклади з ХІХ століття
У первинному розумінні цього терміна капонір — це склепінчаста будівля в системі фортечних споруд, найчастіше для поздовжнього обстрілу фортечного рову. Якщо капонір перекриває рів повністю, як на ілюстрації, і вимагає спеціального профілю рову та валів, то така ділянка зветься полігон.
Госпітальне укріплення Київської фортеці — приклад полігонального укріплення. Але Косий капонір цього ж укріплення розміщений прямо за гласисом на еспланаді. Мабуть, вважалось що круті схили Черепанової гори не дадуть змоги встановити контр-батареї.
У більш застарілому Васильківському укріпленні (чого вартий тенальний фронт замість бастіонного) був застосований предтеча полігону — равелін з капоніром — редюїтом. Зараз на цьому місці гаражний кооператив і тільки гострий виступ вулиці Ігоря Брановицького нагадує про існування укріплення.

## Різновиди
Окрім капонірів існували такі фланкуючі споріднені споруди:
- Напівкапонір — фланкуюча споруда для ведення вогню у одному напрямку.
- Відкритий капонір — відкрита зверху частина фортеці, що виступає у рів для ведення вогню у одному або двох напрямках.
- Косий капонір — капонір, що зведено під непрямим кутом до валу фортеці.
- Тильний капонір — двоповерхова споруда у тильній частині оборонної споруди (форт тощо). З його нижньої частини прострілювався рів, а з верхньої — місцевість між цією оборонною спорудою та сусідніми.
- Кофр — фланкуюча споруда, розташована на контрескарпі.

## Галерея

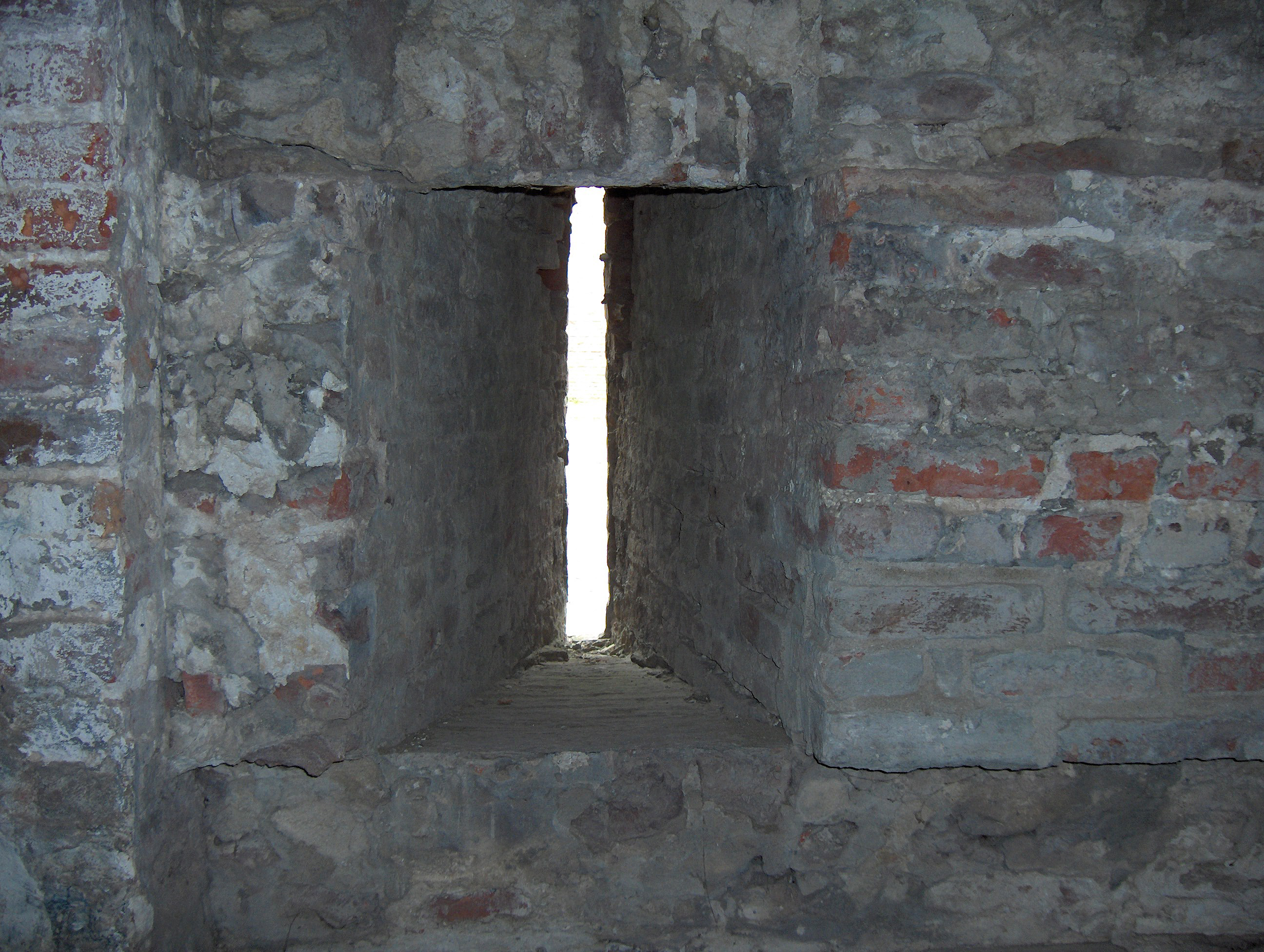
Бійниця в капонірі
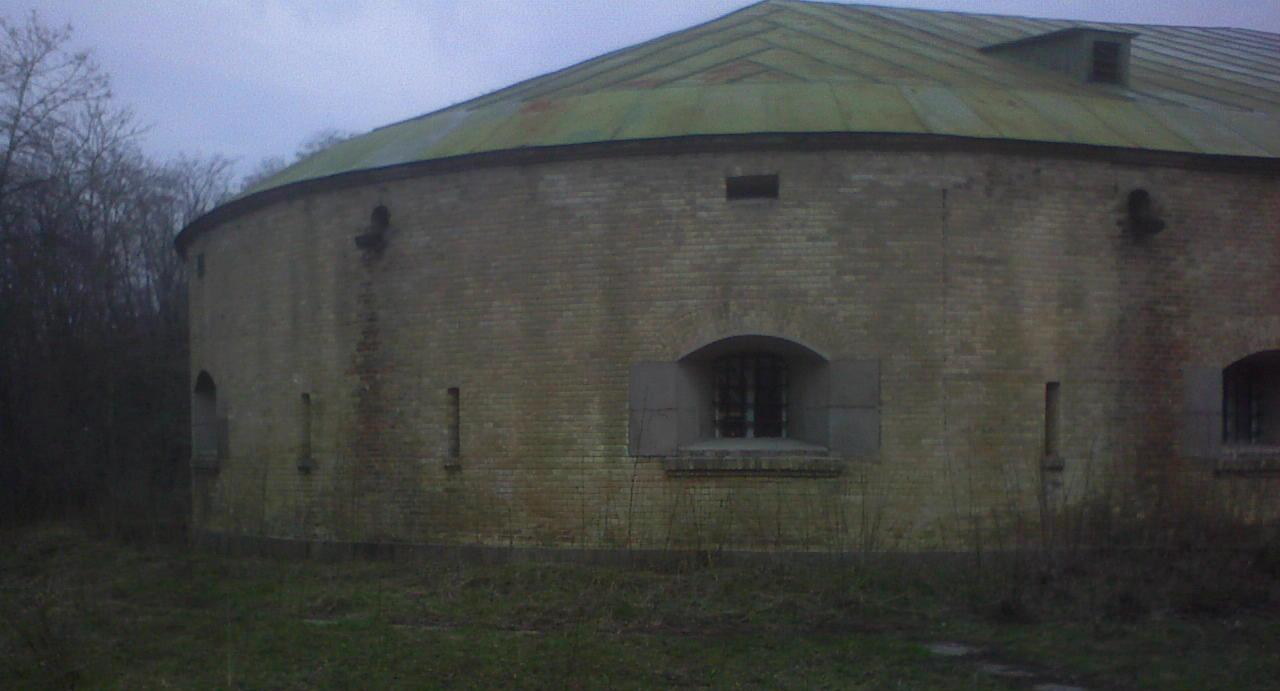
Косий капонір, Київська фортеця
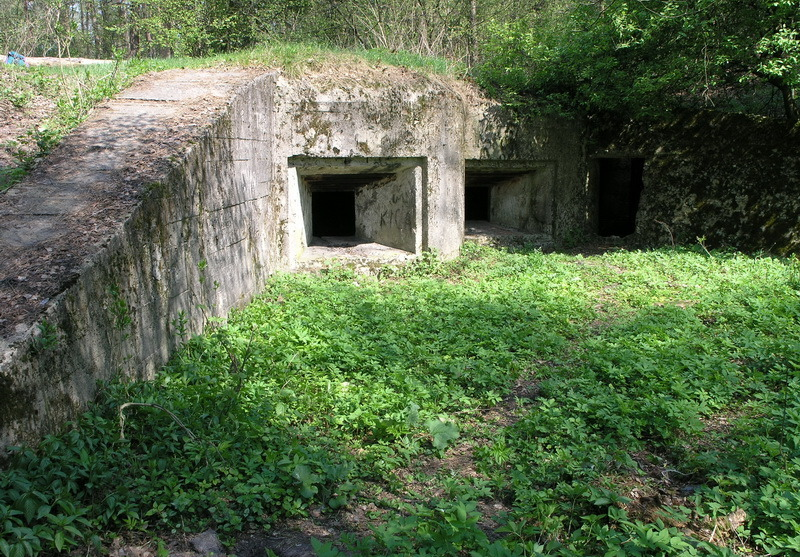
Артилерійський напівкапонір № 554 Київського укріпрайону, зліва сторона, обернута до супротивника.
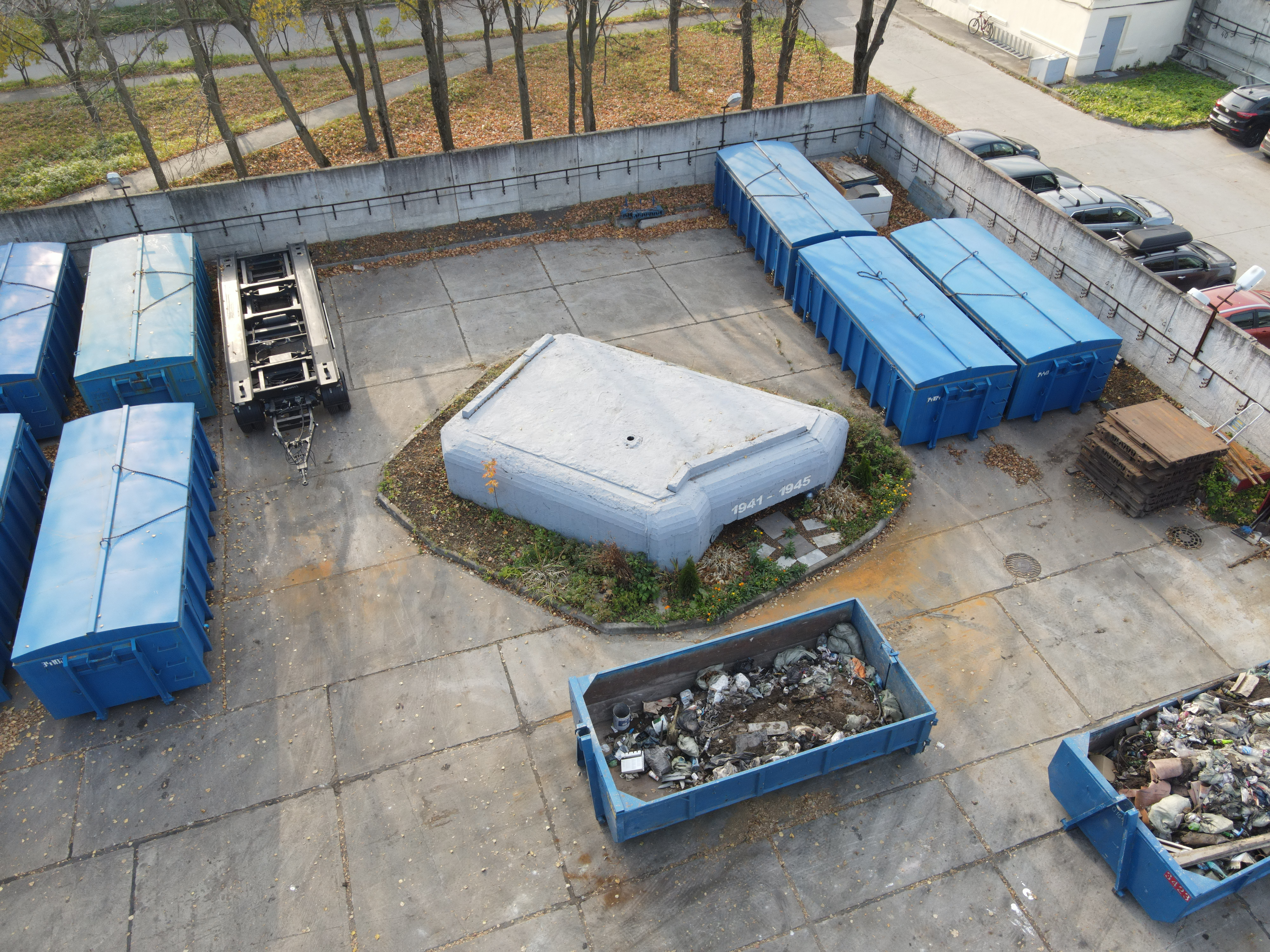
Кулеметний напівкапонір № 106 Київського укріпрайону, зліва сторона, обернута до супротивника.